# Einiges Russland
Einiges Russland (russisch Единая Россия Jedinaja Rossija, deutsch ‚Vereintes Russland‘; andere Übersetzungen: „Geeintes Russland“, „Einheitliches Russland“ oder „Vereinigtes Russland“) ist eine nationalistisch-konservative Sammlungspartei und die mitgliederstärkste Partei in der Russischen Föderation.
Sie verfügt über eine verfassungsändernde Zweidrittelmehrheit im russischen Parlament. Die Partei stellte von 2012 bis 2020 den Ministerpräsidenten Dmitri Medwedew, der seit 2012 auch Vorsitzender von Einiges Russland ist. Die Partei unterstützt den Kurs des aktuellen russischen Präsidenten Wladimir Putin. Dieser ist zwar formal nicht Mitglied der Partei, wird jedoch als deren eigentlicher Anführer gesehen.

## Inhaltliches Profil
Einiges Russland hat keine ausgeprägte Ideologie, sondern versammelt Politiker und Beamte mit unterschiedlichen politischen Positionen und Überzeugungen, die die Kreml-Regierung unterstützen. Die Partei spricht in erster Linie unideologische Wähler an. Sie wird daher von Politikwissenschaftlern als postsowjetische Catch-all-Partei oder „Partei der Macht“ bezeichnet. Sich selbst sieht sie als Partei der politischen Mitte, die die „nationalen Interessen“ Russlands verfolge. Einige Beobachter der russischen Politik bezeichnen die Partei von ihrer Ausrichtung eher als nationalkonservativ. Zudem wird ein nationalistischer Kurs in der Parteilinie erkannt. Innerhalb Russlands verfolgt die Partei einen zentralistischen Kurs, bei dem die Stärkung der politischen Zentralgewalt von besonderer Bedeutung ist. Damit meint man der Schwächung der Russischen Föderation nach dem Zerfall der Sowjetunion erfolgreich entgegengewirkt zu haben. Erklärte Ziele der Partei sind:
- Entwicklung der Wirtschaft
- Stärkung der Staatsmacht
- Verbesserung der Lebensbedingungen und der sozialen Sicherheit
- Gewährleistung freier Wahlen
- Stärkung der russischen Streitkräfte

## Wahlprogramm zur Wahl der Duma VII (2016)
Strategisches Ziel ist, die Einheit und die Unabhängigkeit des Landes zu erhalten und Russland wieder zu einer souveränen weltweiten Macht zu entwickeln.
Ziel ist die Überwindung der „Schockreformen“ von 1990 und 1998. Die Partei Einiges Russland erinnert in dem Wahlprogramm an die Spaltung des Landes durch die „oligarchischen“ Privatisierungen der Wirtschaft und der staatlichen Einrichtungen. Durch diese wurde der Lebensstandard der Menschen verschlechtert, eine demografische Krise ausgelöst, Korruption und Kriminalität verstärkt. Es wurden in der Folge der „Schockreformen“ vielfach Gesetze missachtet und das Vertrauen in die Gesellschaft aufgelöst.
Die Partei sieht es als ihre Aufgabe, das Land aus dieser „totalen Krise“ zu führen, die Staatlichkeit zu erneuern und die Souveränität des Landes zu festigen. In der Mitte der 2000er Jahre wurden Entscheidungen getroffen, um die nationalen „Prioritätsprojekte“ zu realisieren und die Folgen der Wirtschaftskrise 2008–2009 zu überwinden. Diese Politik soll fortgesetzt werden.
Nach diesem Wahlprogramm ist Ziel der Partei, das Wohlergehen der Menschen zu verbessern und die Entwicklung Russlands voranzutreiben. Für jeden sollen ein würdiger Lebensstandard, soziale Geborgenheit und die Entwicklung seiner Fähigkeiten ermöglicht werden. Ein starker, unabhängiger, rechtmäßiger Staat für alle soll etabliert werden. Dies soll durch einen konsequenten Kurs für Stabilität, ohne Revolutionen und Erschütterungen erreicht werden. Die Sicherheit der Kinder soll gewährleistet werden. Jedem soll es möglich sein, würdig zu arbeiten und zu leben. Jeder soll das Recht haben, ohne Angst zu lernen und in die Zukunft zu sehen.
Die Partei unterstützt die Realisierung des strategischen Präsidentenkurses für die Entwicklung des Landes. Dieser sei in den grundlegenden Verordnungen des Präsidenten Putin vom 7. Mai 2012 festgelegt.
Die Zukunft müsse geschützt werden. „Missgünstige“ innerhalb wie außerhalb des Landes dürften diese nicht zerstören.
Schlüsselprojekte für die Entwicklung des Landes sollen umgesetzt werden. Die Schlüsselprojekte selbst sind im Wahlprogramm nicht genannt.
Dieses Wahlprogramm wurde sowohl von Wladimir Putin, der nicht Mitglied der Partei ist, als auch von Dmitri Medwedew unterzeichnet. Der russische Präsident darf nach russischem Gesetz nicht Mitglied einer Partei sein.

## Innere Struktur

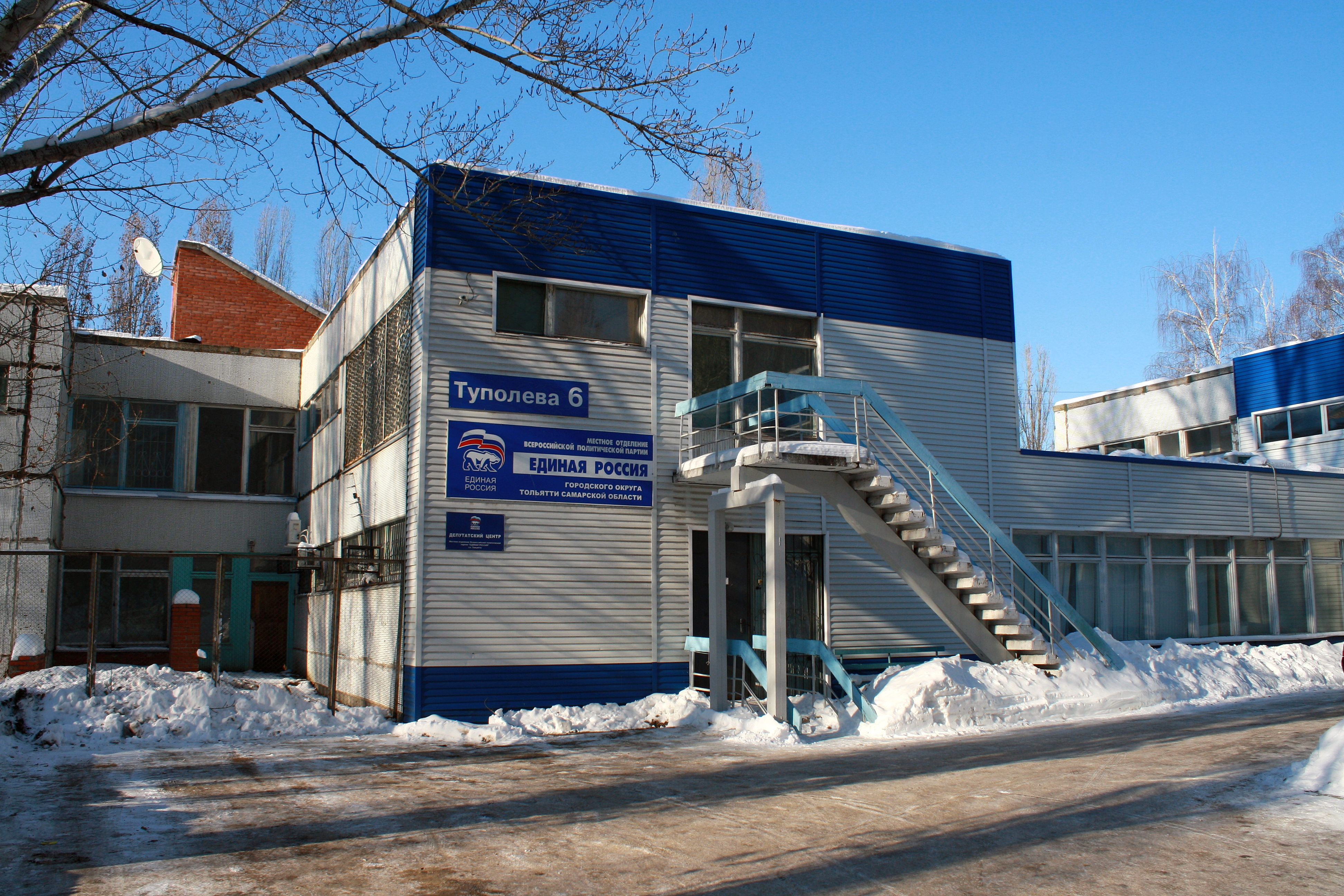
Parteibüro in Toljatti

Die Partei besitzt in allen Regionen und Republiken der Russischen Föderation örtliche Organisationen. Mit über zwei Millionen Mitgliedern ist sie die mit Abstand größte Partei des Landes.
Das höchste Amt in der Partei ist das des Parteivorsitzenden. Der Parteivorsitzende wird auf dem Parteitag für vier Jahre gewählt.
Der Oberste Rat bestimmt über die Strategie für die Entwicklung der Partei. Ein engeres Gremium, das „Büro“, besteht aus den 19 wichtigsten Mitgliedern des Obersten Rates und ist vergleichbar mit einem Politbüro. Aktuell sind dies neben Dmitri Medwedew:
- Boris Gryzlov: Vorsitzender des Obersten Rates, Vertreter Russlands in der Kontaktgruppe zur Lösung der Ukrainekrise, Vorsitzender des Verwaltungsrats der Tactical Missiles Corporation JSC
- Sergei Schoigu: Ehemaliger Verteidigungsminister
- Sergei Naryschkin: Chef des russischen Auslandsgeheimdienstes
- Sergei Tschemesow: CEO von Rostec
- Alexander Schochin: Präsident der Union der Industriellen und Unternehmer
- Wladimir Medinski: Persönlicher Berater von Wladimir Putin
- Wjatscheslaw Wiktorowitsch Wolodin: Vorsitzender der Staatsduma
- Walentina Matwijenko: Vorsitzende des Föderationsrates
- Sergei Newerow: Fraktionsvorsitzender in der Staatsduma
- Sergei Aksjonow: Präsident der annektierten „Republik Krim“
- Rustam Minnichanow: Präsident der Republik Tatarstan
- Dmitri Azarov: Gouverneur der Oblast Samara
- Andrei Worobjow: Gouverneur der Oblast Moskau
- Sergei Ziwiljow: russischer Energieminister (seit 2024, davor Gouverneur der Oblast Kemerowo)
- Wladimir Jakuschew: Vertreter des Präsidenten im Föderationskreis Ural
- Sergei Sobjanin: Bürgermeister von Moskau
- Andrei Turtschak: Sekretär des Generalrats
- Dmitri Kobylkin: Stellvertretender Sekretär des Generalrats
- Artur Chilingarov

Der Generalrat hat 152 Mitglieder und ist das wichtigste Parteigremium in der Zeitspanne zwischen den Parteitagen. Der Generalrat gibt Erklärungen zu wichtigen gesellschaftlichen und politischen Fragen ab und ist vergleichbar mit einem Zentralkomitee.
Das Präsidium des Generalrates hat 23 Mitglieder und leitet die politisch-administrative Arbeit der Partei. Es ist z. B. für die Erstellung des Wahlkampfprogrammes und anderer programmatischer Publikationen zuständig. Die Arbeit des Präsidiums, das vergleichbar mit einem Generalsekretariat ist, wird vom Sekretär des Präsidiums geleitet.

## Geschichte der Partei

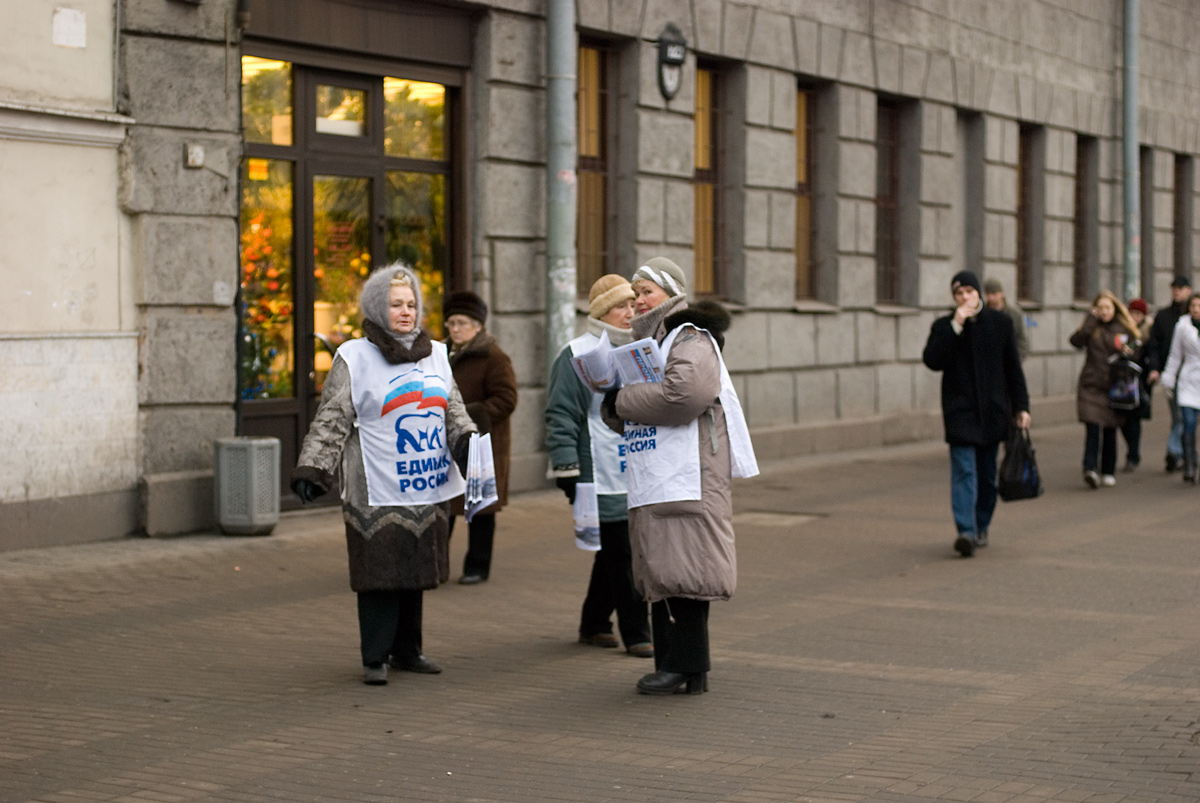
Wahlkampf 2007

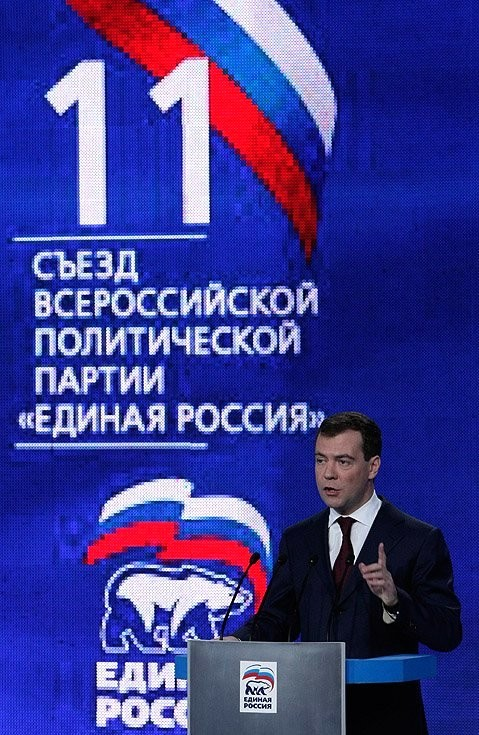
Dmitri Medwedew hält eine Rede auf dem 11. Parteitag von Einiges Russland (21. November 2009)

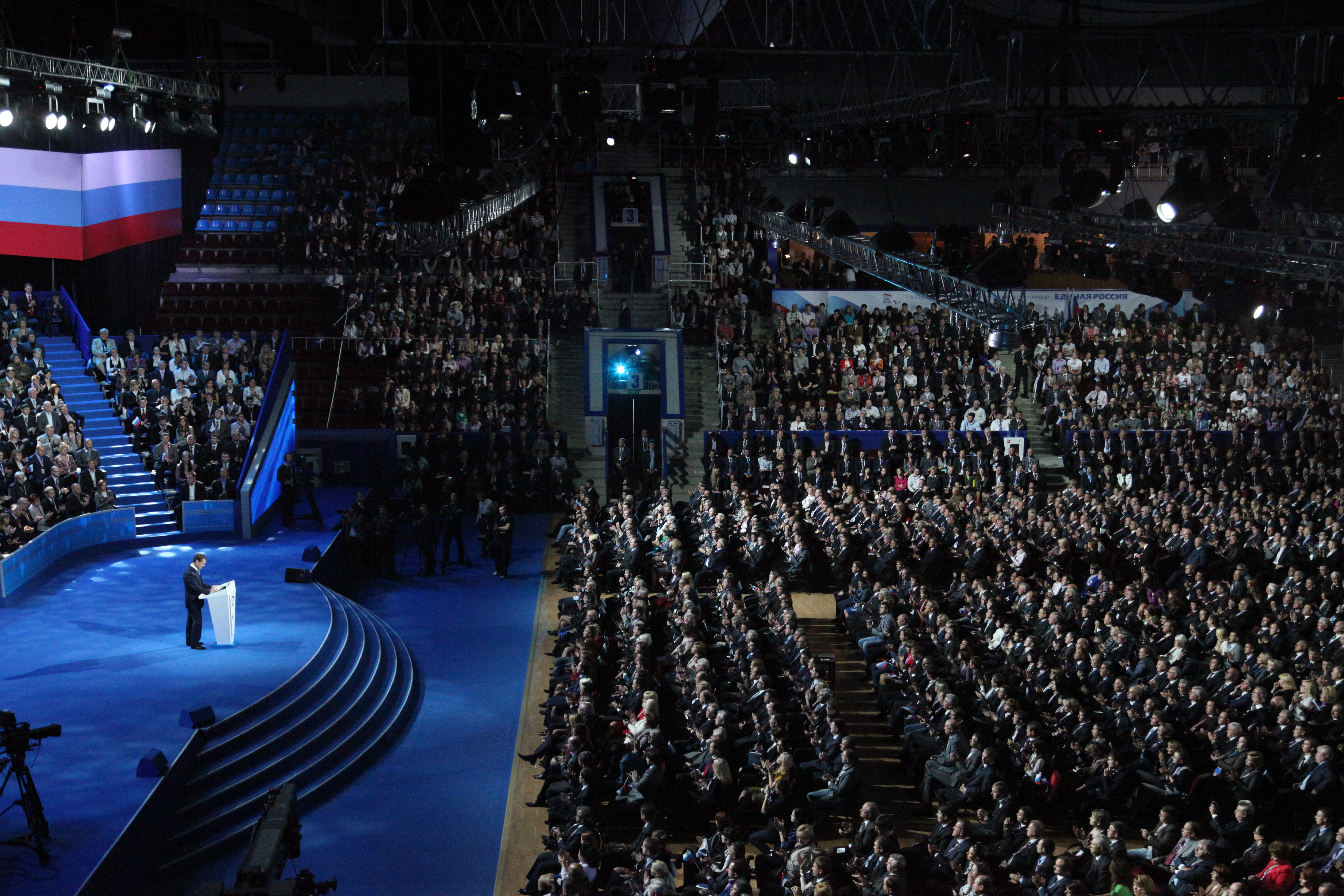
Der 12. Parteitag von Einiges Russland am 24. September 2011

Die Partei wurde am 1. Dezember 2001 als Zusammenschluss der Fraktionen Einheit (Jedinstwo) von Sergei Schoigu sowie Vaterland – ganz Russland (Otetschestwo – wsja Rossija) von Juri Luschkow und Mintimer Schäimijew gegründet, die wiederum beide 1999 z. T. aus ehemaligen Mitgliedern der regierungstragenden Partei der 1990er Jahre in Russland, Unser Haus Russland, hervorgegangen waren.
Erster Parteivorsitzender war der Präsident der Duma, Boris Gryslow. Mehrere Minister der amtierenden russischen Regierung sind Mitglieder von Einiges Russland. Im Präsidentschaftswahlkampf 2003 unterstützte die Partei Wladimir Putin.
Aus der Parlamentswahl 2003 ging die Partei mit 37,6 % der Stimmen als stärkste Kraft hervor. Nach den Wahlen trat darüber hinaus eine Reihe unabhängiger Kandidaten und Vertreter anderer Parteien der Fraktion bei, sodass Einiges Russland schließlich über 305 von 450 Sitzen und somit über eine Zweidrittelmehrheit im Parlament verfügte.
Bei der Parlamentswahl 2007 erhielt die Partei 63,5 % der Stimmen und 315 der 450 Mandate der Staatsduma. Damit verfügte die Partei über eine verfassungsgebende Zweidrittelmehrheit. Angeführt wurde die Wahlliste von Präsident Wladimir Putin, der selbst nicht Mitglied der Partei Einiges Russland ist.
Bei der Parlamentswahl 2011 erhielt die Partei 49,3 % der Stimmen und verfügt somit nicht mehr über eine Zweidrittelmehrheit, behält jedoch die absolute Mehrheit.
Der Bundestagsabgeordnete Christian Kleiminger (SPD), der als Mitglied der Delegation der Parlamentarischen Versammlung der Organisation für Sicherheit und Zusammenarbeit in Europa (OSZE-PV) die Wahl beobachtete, bezeichnete diese anschließend unter Hinweis auf die wirtschaftliche und personelle Übermacht von „Einiges Russland“ als unfair. Die Opposition habe keine realen Chancen gehabt.
Am 15. April 2008 wurde Wladimir Putin zum Parteivorsitzenden gewählt. Da Putin nicht Mitglied von Einiges Russland war und auch nicht bereit war, der Partei beizutreten, wurde zuvor die Satzung entsprechend geändert. Putin trat den Vorsitz am 7. Mai an.
Auf dem 12. Parteitag von Einiges Russland, welcher am 24. September 2011 stattfand, wurde für die Parlamentswahl 2011 Dmitri Medwedew als Spitzenkandidat nominiert. Er übernahm das Amt des Ministerpräsidenten, welches Putin seit 2008 innehatte. Parteichef Wladimir Putin trat im Gegenzug bei der Präsidentschaftswahl in Russland 2012 an und wurde erneut Präsident.
Am 26. Mai 2012 wurde Dmitri Medwedew auf Vorschlag von Wladimir Putin zum Vorsitzenden der Partei gewählt. Aufgrund mutmaßlicher Fälschungen bei der Parlamentswahl im Dezember 2011, die zu den größten Protestkundgebungen in der jüngeren Geschichte des Landes führten, wird Einiges Russland von Teilen der Bevölkerung auch als „Partei der Gauner und Diebe“ bezeichnet. Putin selbst ist kein Parteimitglied. Expertenmeinungen zufolge will sich Putin damit vom schlechten Ruf der Partei distanzieren. Außerdem darf der russische Präsident nach russischem Gesetz nicht gleichzeitig Mitglied einer Partei sein.
Für die Parlamentswahl 2021 bestimmte die Partei Verteidigungsminister Sergei Schoigu zum Spitzenkandidaten. Parteichef Medwedew kandidierte nicht.
Seit dem 16. Dezember 2022 unterliegt die Partei aufgrund ihrer Unterstützung des russischen Überfalls auf die Ukraine den Sanktionen der EU.

## Wahlergebnisse

### Präsidentenwahlen Russlands
| Wahljahr | Kandidat        | 1. Runde   | 1. Runde       | 2. Runde | 2. Runde      |
| Wahljahr | Kandidat        | Stimmen    | Stimmenanteil  | Stimmen  | Stimmenanteil |
| -------- | --------------- | ---------- | -------------- | -------- | ------------- |
| 2004     | Wladimir Putin  | 49.565.238 | 71,3 (gewählt) |          |               |
| 2008     | Dmitri Medwedew | 52.530.712 | 71,2 (gewählt) |          |               |
| 2012     | Wladimir Putin  | 46.602.075 | 63,6 (gewählt) |          |               |
| 2018     | Wladimir Putin  | 56.411.688 | 76,7 (gewählt) |          |               |
| 2024     | Wladimir Putin  | 76.277.708 | 88,5 (gewählt) |          |               |

### Wahl zur Staatsduma
| Jahr | Spitzenkandidat | Prozent | Sitze       |
| ---- | --------------- | ------- | ----------- |
| 2003 | Boris Gryslow   | 37,6 %  | 225 von 450 |
| 2007 | Wladimir Putin  | 64,3 %  | 315 von 450 |
| 2011 | Wladimir Putin  | 49,3 %  | 238 von 450 |
| 2016 | Dmitri Medwedew | 54,2 %  | 343 von 450 |
| 2021 | Sergei Schoigu  | 49,8 %  | 324 von 450 |

### Parteivorsitzende Einiges Russlands
| Nr.             | Parteivorsitz                                                                                        | Porträt                                                                                              | seit              | bis               |
| --------------- | --- | --- | ----------------- | ----------------- |
| —               | gemeinsamer Parteivorsitz \| Sergei Schoigu, \| Juri Luschkow, \| Mintimer Schaimijew \| \| \| \| \| | gemeinsamer Parteivorsitz \| Sergei Schoigu, \| Juri Luschkow, \| Mintimer Schaimijew \| \| \| \| \| | 1. Dezember 2001  | 27. November 2004 |
| 1               | Boris Gryslow                                                                                        | | 27. November 2004 | 7. Mai 2008       |
| 2               | Wladimir Putin als Parteiloser                                                                       | | 7. Mai 2008       | 26. Mai 2012      |
| 3               | Dmitri Medwedew                                                                                      | | 26. Mai 2012      |                   |
| Sergei Schoigu, | Juri Luschkow,                                                                                       | Mintimer Schaimijew                                                                                  |                   |                   |
|                 | | |                   |                   |

## Internationale Kooperationen
Auf internationaler Ebene kooperiert „Einiges Russland“ mit folgenden Parteien:
- Srpska Napredna Stranka[34][35]
- Partei der Regionen[36][37]
- Neues Aserbaidschan[38]
- Nur Otan[39]
- Ar-Namys[40][41]
- Mongolische Volkspartei[42]
- Republikanische Partei Armeniens[43]
- Volksdemokratische Partei Tadschikistans[44]
- Einheit[45][46]
- Saskaņas Centrs[47][48]
- Estnische Zentrumspartei (2004 bis 6. März 2022)[49][50]
- Partei der Sozialisten der Republik Moldau[51]
- Belaja Rus[52]
- Kommunistische Partei Chinas (seit 26. Mai 2012)[53]
- Indischer Nationalkongress (seit 26. Mai 2012)[53]
- Freiheitliche Partei Österreichs (seit 2016)[54]
- Erneuerung
- Einiges Abchasien[55]
- Litauische Volkspartei[56]
- Lega Nord[57]

## Jugendorganisation
Die Jugendorganisation der Partei Einiges Russlands ist Molodaja Gwardija (Junge Garde). Die Organisation Naschi (Die Unseren) war eine von der russischen Staatsführung 2005 gegründete Jugendorganisation, die den politischen Kurs der Partei unterstützte.

## Mitglieder

### Mitgliederstruktur
Die Mitgliederstruktur der Partei Einiges Russland setzt sich wie folgt zusammen:
- 26 % Rentner, Studenten und vorübergehend nicht Berufstätige
- 21,2 % Erwerbstätige im Bildungssektor
- 20,9 % Erwerbstätige in der Industrie
- 13,2 % Beschäftigte im öffentlichen Dienst oder in den Regierungsorganen
- 8 % Erwerbstätige im medizinischen Bereich
- 4 % Unternehmer, Freiberufler und Künstler

### Prominente Mitglieder
- Sergei Besrukow (Schauspieler und Volkskünstler Russlands)
- Georgi Boos (ehemaliger Gouverneur der Oblast Kaliningrad)
- Boris Gryslow (ehemaliger Parteivorsitzender und Vorsitzender der Duma)
- Andrei Arschawin (Fußballspieler von Zenit Sankt Petersburg)
- Juri Luschkow (ehemaliger Bürgermeister von Moskau) – ausgetreten am 29. September 2010[59]
- Sergei Schoigu (stellvertretender Parteivorsitzender und ehemaliger Verteidigungsminister)
- Walentina Tereschkowa (erste Frau im Weltraum)
- Nikolai Walujew (ehemaliger Profiboxer)
- Anna Chapman (ehemalige russische Agentin)[60]
- Alexander Powetkin (Profiboxer)
- Anatoli Jewgenjewitsch Karpow (Schachgroßmeister)
- Alsou (Sängerin und Schauspielerin)
- Alexander Bortnikow (Leiter des russischen Inlandsgeheimdienstes FSB)
- Stanislaw Goworuchin (Kinoregisseur und Politiker)
- Fjodor Jemeljanenko (Sambo- und MMA-Kämpfer)
- Alina Kabajewa (Sportlerin, Olympiasiegerin in der Rhythmischen Sportgymnastik bei den Olympischen Sommerspielen 2004)
- Ramsan Kadyrow (Politiker und seit Mai 2007 Oberhaupt der russischen Teilrepublik Tschetschenien)
- Alexander Karelin (Ringer, Olympiasieger 1988, 1992 und 1996)
- Juri Kuzenko (Schauspieler)
- Alexander Rosenbaum (Chansonsänger)
- Anton Sicharulidse (Eiskunstläufer, Olympiasieger 2002)
- Sergei Sobjanin (Jurist und Politiker; Oberbürgermeister der Stadt Moskau seit 2010)
- Alexander Charitonow (Eishockeyspieler)